# Inselpark Arena
Die Inselpark Arena ist eine Mehrzweckhalle im Stadtteil Wilhelmsburg der Hansestadt Hamburg. Die Halle ist unter anderem Austragungsort der Heimspiele des Basketball-Bundesligisten Hamburg Towers. Der Eigentümer der Sporthalle ist die Benno und Inge Behrens-Stiftung. Der Betreiber ist die InselAkademie Sport- und Schulungszentrum Wilhelmsburg GmbH, deren Gesellschafter Jan Fischer, Tomislav Karajica und Marvin Willoughby sind.

## Geschichte
Die Sporthalle war ursprünglich eine Ausstellungsstätte, die für die Internationale Gartenschau 2013 (IGA) errichtet wurde. Der Baubeginn war im Oktober 2011 und die Fertigstellung im Frühjahr 2013. Die Arbeiten für das benachbarte Schwimmbad wurden im Juni 2011 aufgenommen und im Mai 2013 zu Ende gebracht.
Nach der Gartenschau wurde die Halle für 14 Mio. Euro zu einer Sporthalle umgebaut, von denen die Benno und Inge Behrens-Stiftung 6 Mio., die IBA Hamburg 4,5 Mio. und die Stadt Hamburg 3,5 Mio. übernahmen. Die Halle wurde Ende Oktober 2014 mit einem Heimspiel der Basketball-Mannschaft der Hamburg Towers eingeweiht, die Umwandlungsmaßnahmen waren aber erst im November 2014 vollständig abgeschlossen. Die Bauherren der Sporthalle waren die Benno und Inge Behrens-Stiftung sowie die IBA Hamburg, die Projektplanung lag in den Händen der Firma ArchitektenPartner Hamburg. Der Bauherr des Schwimmbades war die Bäderland Hamburg GmbH. Für „Konzept und Entwurf von Fassade, Dach und Tragstruktur, künstlerische Oberleitung, Generalplanung“ war die Firma Allmann Sattler Wappner Architekten aus München zuständig. Die Ausführung vor Ort fand durch das Unternehmen bs2architekten aus Hamburg statt.
Im Mai 2017 wurde das Hamburger Optikunternehmen Edeloptics GmbH Namenssponsor der Halle, der Name änderte sich in edel-optics.de Arena. Im Frühjahr 2024 kündigte das Unternehmen zum Ende März seinen Ausstieg aus dem Vertrag an. Seit dem Ende dieser Werbevereinbarung trägt die Halle den Namen Inselpark Arena.

## Nutzung
Die Inselpark Arena dient unter anderem als Austragungsort von Sportveranstaltungen wie den Heimspielen der Basketball-Profimannschaft der Hamburg Towers sowie der Rollstuhlbasketballmannschaft der BG Baskets Hamburg und bietet dafür eine Zuschauerkapazität von 3500 Plätzen. Seit 2015 wurde in der Inselpark Arena mehrfach der Basketball-Supercup ausgetragen, zuletzt im Jahr 2023.
Im Dezember 2015 fand ein Profiboxabend, unter anderem mit dem Kampf zwischen Jack Culcay-Keth und Dennis Hogan um die WBA Interims-Weltmeisterschaft im Superweltergewicht statt.
Von 2016 bis 2018 war die Inselparkhalle Austragungsstätte des European Darts Matchplay. Am 30. Oktober und 1. November 2016 fanden in der Halle die ersten offiziellen Länderspiele der deutschen Futsalnationalmannschaft statt.
Vom 16. bis zum 26. August 2018 wurden in der Halle die Spiele der Rollstuhlbasketball-Weltmeisterschaft ausgetragen.
Im Juni 2025 werden die sechs Partien der Vorrundengruppe D der Basketball-Europameisterschaft der Damen in der Inselparkhalle ausgetragen.
Neben Sportveranstaltungen wird die Arena regelmäßig für Konzerte genutzt, im Jahr 2023 unter anderem mit Auftritten von Künstlern wie Macklemore und der Band Die Ärzte. Das Gebäude wird auch für Kongresse und Tagungen genutzt.

## Galerie

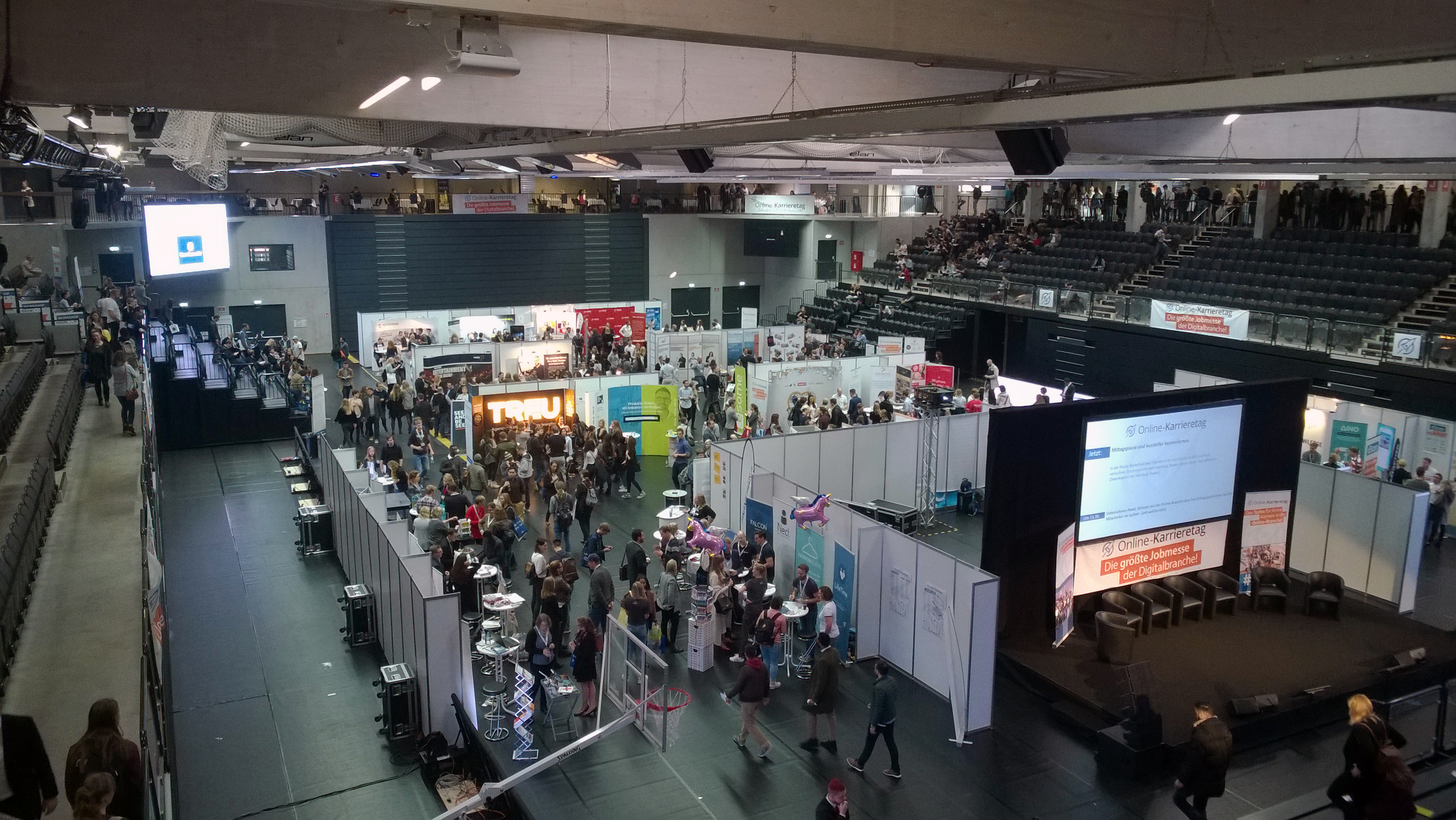
Arena während einer Arbeitsplatzmesse